# Platysenta micragalla
Platysenta micragalla är en fjärilsart som beskrevs av George Francis Hampson 1911. Platysenta micragalla ingår i släktet Platysenta och familjen nattflyn. Inga underarter finns listade i Catalogue of Life.